# سيزار غونزاليس (لاعب كرة قدم)
سيزار غونزاليس (بالإسبانية: César Carlos Gonzáles Hurtado)‏ (17 يوليو 1956 بليما في بيرو - ) هو مدرب كرة قدم ولاعب كرة قدم بيروفي في مركز delantero ‏. لعب مع ريال مدريد.

## وصلات خارجية
- سيزار غونزاليس على موقع قاعدة بيانات كرة القدم.إي يو (الإنجليزية)